# Epeirotypus brevipes
Espèce
Epeirotypus brevipes est une espèce d'araignées aranéomorphes de la famille des Theridiosomatidae.

## Distribution
Cette espèce se rencontre au Costa Rica, au Honduras, au Guatemala et au Mexique au Chiapas et au Tabasco,.

## Description
Les mâles mesurent de 1,9 à 2,4 mm et les femelles de 2,6 à 3,1 mm.

## Publication originale
- O. Pickard-Cambridge, 1894 : Arachnida. Araneida. Biologia Centrali-Americana, Zoology. London, vol. 1, p. 121-144 (texte intégral).